# Pacte Roca-Runciman

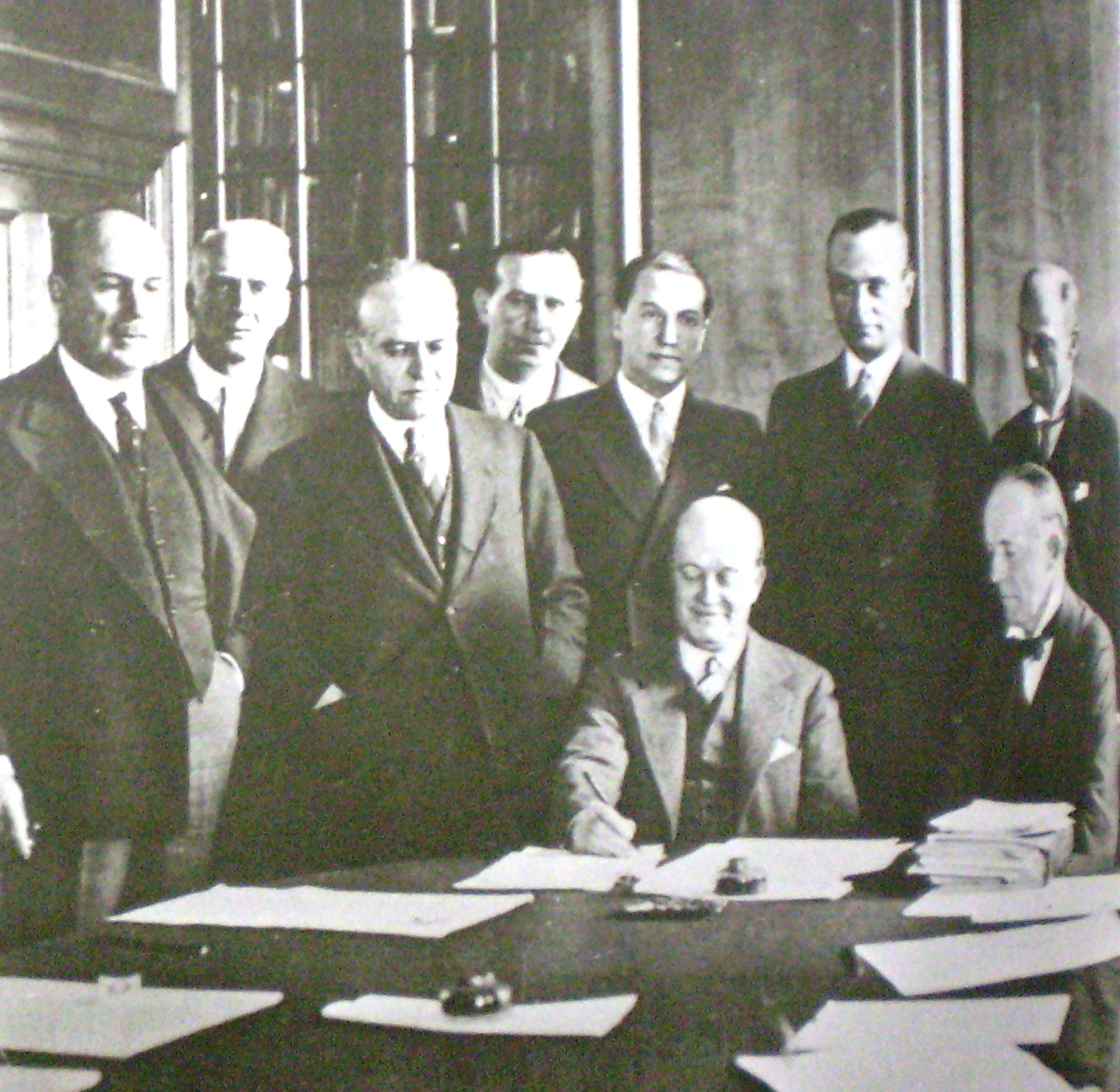
Julio Argentino Pascual Roca (assis au centre), alors vice-président de l’Argentine, paraphant le projet de traité sous le regard de sir Walter Runciman (assis à droite), président du British Board of Trade et chargé d’affaires britannique, dans une salle de conférences du ministère du Commerce à Buenos Aires.

Le pacte Roca-Runciman (ou traité Roca-Runciman) est un accord commercial conclu le 1er mai 1933 entre la République argentine et le Royaume-Uni, signé par le vice-président argentin Julio Argentino Pascual Roca et le chargé d’affaires britannique Walter Runciman, à l’effet d’éviter à l’Argentine les conséquences d’une politique protectionniste britannique dirigée contre la viande bovine argentine et favorable aux pays du Commonwealth ; le maintien à un niveau minimum des importations de viande argentine concédé par la Grande-Bretagne avait pour contrepartie un abaissement des droits de douane pour les produits en provenance du Royaume-Uni, un quasi-monopole britannique sur les moyens de transports et sur les installations frigorifiques en territoire argentin, et (par une clause secrète) une prise de contrôle subreptice par la Grande-Bretagne de la banque centrale d'Argentine. Ce traité, qui consacrait aux yeux des milieux nationalistes la soumission de l’Argentine à l’Empire britannique, fut âprement débattu au parlement de Buenos Aires.

## Contextualisation
Réagissant à la crise financière mondiale de 1930, la Grande Bretagne, principal partenaire économique de l’Argentine dans les décennies 1920 et 1930, prit des mesures protectionnistes pour préserver le marché de la viande dans le Commonwealth. Lors des négociations sur la Préférence impériale à Ottawa, le Royaume-Uni, cédant aux pressions de ses anciennes colonies, au premier chef desquelles l’Australie et l’Afrique du Sud, décida de restreindre considérablement les importations de viande de bœuf en provenance d’Argentine. L’on disposa une diminution mensuelle de 5% de ces importations dans la première année de l’accord. 
Le projet britannique suscita une levée de boucliers immédiate à Buenos Aires, et le 28 octobre 1932, le gouvernement argentin, craignant que cette politique commerciale du Royaume-Uni ne vînt affecter la balance commerciale de l’Argentine, dépêcha à Londres le vice-président Julio Argentino Pascual Roca, qui, accompagné d’une équipe de négociateurs, fut accueilli dans la capitale britannique par Édouard de Windsor, prince de Galles et futur roi d’Angleterre.

## Pourparlers, signature et ratification
Le 1er mai 1933 fut signé, entre le vice-président de la république d’Argentine, Julio Argentino Roca, et le chargé d’affaires britannique, Walter Runciman, le traité Roca-Runciman, par lequel le Royaume-Uni s’engageait à continuer d’acheter des viandes argentines moyennant que leur prix fût inférieur à celui des autres fournisseurs mondiaux. En contrepartie, l’Argentine acceptait de supprimer les taxes d’importation sur les produits britanniques et en même temps s’engageait à ne pas autoriser la construction d’équipements frigorifiques à capital national. Parallèlement fut créée la Banque centrale de la république argentine, habilitée à émettre des billets et à réguler les taux d'intérêt sous la conduite d’un directoire avec forte présence de fonctionnaires de l’Empire britannique. En outre, le Royaume-Uni se vit accorder le monopole des transports dans Buenos Aires.
À l’issue d’âpres débats, le pacte Roca-Runciman sera finalement approuvé par le Congrès de la nation argentine, par la loi n°11.693. Le traité avait une durée de trois ans et fut, à son arrivée à échéance, prorogé sous la forme du traité Eden-Malbrán de 1936, qui faisait de nouvelles concessions à la Grande-Bretagne en échange d’une baisse des taux de fret sur les céréales.

## Clauses
Le pacte Roca-Runciman visait à garantir des quotas stables d’exportation de bœuf argentin (équivalant aux quantités vendues en 1932, soit le niveau le plus faible jamais atteint pendant la Grande Dépression) et aura pour effet de consolider les liens commerciaux de l’Argentine avec le Royaume-Uni. 
Clauses publiques : 
1. L’Argentine s’assurait un quota d’exportation d’au moins 390 000 de tonnes de viande bovine réfrigérée, une part de 85 % de ces exportations devant s’effectuer obligatoirement en ayant recours à des équipements frigorifiques étrangers. Le Royaume-Uni toutefois « était disposée à permettre » la participation d’équipements frigorifiques argentins jusqu’à hauteur de 15 % dudit quota (de fait, ce pourcentage était déjà couvert en presque totalité par le Frigorífico Gualeguaychú et les entrepôts frigorifiques municipaux de Buenos Aires).
2. L’Argentine serait tenue d’offrir aux entreprises britanniques « un traitement bienveillant tendant à assurer le plus grand développement du pays et la juste protection des intérêts de ces entreprises »[4].
3. Pendant tout le temps qu’existerait un contrôle des changes en Argentine (limitant le départ de capitaux vers l’étranger), tous les payements effectués par la Grande-Bretagne pour l’achat de marchandises en Argentine pouvaient être rapatriés au Royaume-Uni, après déduction d’un pourcentage pour règlement de la dette extérieure.
4. L’Argentine exempterait de droits de douane les importations de charbon et des autres marchandises dont elle se fournissait alors auprès de la Grande-Bretagne, et s’engageait à acquérir ta totalité du charbon qu’elle consommait en Grande-Bretagne seulement.
5. L’Argentine consentait à ne pas augmenter les droits de douane sur aucune marchandise britannique, à ne pas réduire les tarifs dont bénéfiaient les chemins de fer britanniques en Argentine, et à exempter les compagnies ferroviaires de certaines législations sur le travail, telles que l’obligation d’alimenter des fonds de pension.

Clauses secrètes :
1. Il fut décidé la création de la Banque centrale de la République argentine, avec une forte prédominance de fonctionnaires et de capitaux britanniques.
2. Les bases furent établies à la création de la Corporación de Transporte, qui achèverait d’accorder à la Grande-Bretagne le monopole absolu des moyens de transport en Argentine. La même clause sera contenue en 1936 dans le pacte Eden-Malbràn, lequel fut signé après l’expiration du traité Roca-Runciman et présentait des caractéristiques très similaires.

## Suites
La signature du pacte Roca-Runciman conduisit Julio Argentino Pascual Roca, vice-président argentin, à faire la déclaration suivante :

« À notre époque, la géographie politique ne parvient pas toujours à imposer ses limites territoriales à l’activité économique des nations. C’est ainsi qu’un publiciste à la personnalité ombrageuse a pu dire que l’Argentine, par l’interdépendance réciproque, fait d’un point de vue économique partie intégrante de l’Empire britannique. »

La phrase fut prononcée le 10 février 1940, à l’occasion des accords conclus alors entre l’Argentine et la Grande-Bretagne, lors de la réception que la délégation argentine offrit au prince de Galles, dans les locaux du Club argentin de Londres, à Dorchester House. Cette phrase a été traditionnellement considérée par l’historiographie nationaliste argentine comme humiliante pour le pays, encore qu’elle s’inscrive dans toute une série de déclarations semblables. Cependant, la phrase telle que citée ci-avant omet les mots « ... et il ne s’agit là que d’une opinion d’un autre... », lesquels incitent à croire que le but de la phrase était seulement de souligner l’importance de la relation entre les deux pays et non d’exprimer une subordination de l’Argentine à la Grande-Bretagne. 
Raúl Prebisch, conseiller de Roca pendant les pourparlers, affirma :

« Je continue d’estimer, et je puis le démontrer à quiconque le souhaite, que l’accord était la seule chose que pouvait être faite pour préserver les exportations argentines du désastre de la grande récession  mondiale. Ce n’était pas un accord dynamique ; c’était un accord de défense, dans un monde économique international qui se contractait,,. »

A l’encontre de la thèse promue par le pouvoir conservateur et selon laquelle il n’y avait pas d’autre solution possible que de se soumettre aux conditions de la Grande-Bretagne, un historien canadien anglais a fait valoir que :

« Jusqu’à la signature du pacte Roca-Runciman, l’industrie argentine des produits alimentaires et des matières premières était la plus compétitive au monde. Elle avait nombre de fois démontré sa capacité à surmonter toutes les grandes crises par une hausse de la production. Mais en 1932, l’Angleterre prit une voie trompeuse et l’Argentine s’y prêta. […] Il n’est pas certain que l’Argentine n’eût pas d’alternatives. Si les intérêts dominants du pays avaient regardé au-delà de la perspective immédiate, ils auraient vu les alternatives à ce qu’ils firent dans les faits : une campagne en quête de nouveaux marchés ; un effort résolu pour attirer des capitaux vers l’industrie et pour améliorer l’infrastructure, en vue de réduire les coûts de production et ouvrir le chemin à de nouveaux marchés. »

— H. S. Ferns
Le 23 juillet 1935, Lisandro de la Torre, sénateur pour la province de Santa Fe, dénonça à la Chambre les conséquences du pacte Roca-Runciman. Les ministres de l’Agriculture, Luis Duhau, et des Finances, Federico Pinedo, durent se rendre pendant 13 jours au Sénat pour répliquer aux accusations. À un certain moment, De la Torre quitta son siège et se dirigea vers la table ministérielle, où il fut vivement repoussé par Duhau et tomba sur le dos. Le sénateur Enzo Bordabehere se précipita alors vers son voisin de strapontin ; à cet instant surgit derrière Bordabehere un dénommé Ramón Valdez Cora, homme de main lié à Federico Pinedo, et, un révolver à la main, tira deux coups de feu dans le dos de Bordabehere, l’assassinant ainsi en pleine enceinte du sénat.
| Année | Importations argentines | Exportations argentines |
| ----- | ----------------------- | ----------------------- |
| 1927  | 19.4                    | 28.2                    |
| 1930  | 19.8                    | 36.5                    |
| 1933  | 23.4                    | 36.6                    |
| 1936  | 23.6                    | 35.0                    |
| 1939  | 22.2                    | 35.9                    |

Source : Lewis Colin, Anglo-Argentine Trade 1945-1965
cité dans Argentina in the Twentieth Century, par David Rock, Londres, 1975, p. 115.